# Raúl García Fernández
Raúl García Fernández (Hernani, Guipúzcoa, 30 de junio de 1976) es un exfutbolista y entrenador español que jugaba de lateral derecho. Su último puesto fue de segundo entrenador en el Real Racing Club de Santander en 2018.

## Trayectoria

### Futbolista
Inició su carrera futbolística en la temporada 1994-95 en las filas del Real Unión de Irún (Segunda B) con Gonzalo Arconada en banquillo. Debutó en la primera jornada en la victoria 1-0 de los Fronterizos frente al Sestao Sport Club. Permaneció en el Stadium Gal hasta verano de 1997, cuando recaló en las filas del Racing C. de Ferrol (Segunda B).
Tras una temporada en el club gallego fichó por el Barakaldo C. F. (Segunda B donde consiguió disputar hasta tres promociones de ascenso a Segunda División (1998-99, 1999-00 y 2001-02) y un título liguero (2001-02). En las cuatro temporadas que permaneció en el conjunto Fabril fue el lateral derecho titular tanto para Alfonso del Barrio como para Peio Aguirreoa.
En verano de 2002 fichó por el descendido administrativamente Burgos C. F. (Segunda B) donde jugó dos promociones de ascenso a Segunda División (2002-03 y 2004-05). Tras un breve paso por el C. F. Palencia (Segunda B) en la temporada 2005-06, regresó al Plantío para disputar su última promoción de ascenso con los burgaleses (2006-07), que también ha sido la última disputada por el club.
En la temporada de 2007-08, tuvo la oportunidad de debutar en Segunda División de la mano de la recién ascendida S. D. Eibar, siendo Manix Mandiola el entrenador que le dio sus primeros minutos en la categoría en el empate a uno a domicilio frente al Racing C. de Ferrol en la primera jornada de liga. Defendió la camiseta del conjunto armero hasta verano de 2009, tras el descenso del equipo.
Su última etapa deportiva fue en las filas del C. D. Mirandés (Segunda B). En la temporada 2009-10 el club de Miranda de Ebro acaba de regresar a la categoría de la mano de Julio Bañuelos y la llegada de pretendía reforzar a un equipo en la lucha por la permanencia, objetivo que consiguieron al finalizar en la 13.ª posición. En la siguiente temporada con Carlos Pouso (exentrenador de en la S. D. Eibar), los jabatos consiguieron disputar la promoción de ascenso a Segunda División (2010-11) perdiendo en la final frente al C. D. Guadalajara. Finalmente, en la temporada 2011-12, consiguió con el C. D. Mirandés el ascenso a Segunda División (2011-12) al vencer al C. D. Atlético Baleares en el Estadio Balear, además de protagonizar una de las mayores gestas de la Copa del Rey, siendo la revelación de la edición de 2012 al alcanzar las semifinales tras eliminar a la S. D. Amorebieta (Tercera), R.Balompédica Linense (Tercera), U. D. Logroñés (Segunda B), Villarreal C. F. (Primera), Racing de Santander (Primera) y R.C. D. Español (Primera). En su última temporada en activo, apenas tuvo protagonismo disputando 6 partidos en el debut del equipo en Segunda División, aunque anotó su único gol en la categoría.

### Técnico
En la temporada 2014-15 recaló como asistente de Carlos Pouso en la U. D. Logroñés (Segunda B), donde disputó dos promociones de ascenso consecutivas a Segunda División (2014-15 y 2015-16). Tras el cese como técnico del entrenador vasco pasó a formar parte de la secretaría técnica del conjunto riojano.
En febrero de 2018 dejó la U. D. Logroñés, acompañando a Carlos Pouso como Segunda entrenador al Real Racing Club de Santander (Segunda B). Al finalizar la campaña abandonó el club montañés con el técnico vizcaíno.

## Clubes
| Club                | División  | Año     | Partidos | Goles |
| ------------------- | --------- | ------- | -------- | ----- |
| Real Unión de Irún  | Segunda B | 1994-95 | 32       | 0     |
| Real Unión de Irún  | Segunda B | 1995-96 | 35       | 1     |
| Real Unión de Irún  | Segunda B | 1996-97 | 33       | 1     |
| Racing C. de Ferrol | Segunda B | 1997-98 | 23       | 0     |
| Barakaldo C. F.     | Segunda B | 1998-99 | 32       | 0     |
| Barakaldo C. F.     | Segunda B | 1999-00 | 34       | 1     |
| Barakaldo C. F.     | Segunda B | 2000-01 | 33       | 0     |
| Barakaldo C. F.     | Segunda B | 2001-02 | 33       | 0     |
| Burgos C. F.        | Segunda B | 2002-03 | 35       | 1     |
| Burgos C. F.        | Segunda B | 2003-04 | 28       | 0     |
| Burgos C. F.        | Segunda B | 2004-05 | 37       | 1     |
| C. F. Palencia      | Segunda B | 2005-06 | 20       | 0     |
| Burgos C. F.        | Segunda B | 2006-07 | 33       | 0     |
| S. D. Eibar         | Segunda   | 2007-08 | 36       | 0     |
| S. D. Eibar         | Segunda   | 2008-09 | 36       | 0     |
| C. D. Mirandés      | Segunda B | 2009-10 | 26       | 1     |
| C. D. Mirandés      | Segunda B | 2010-11 | 31       | 2     |
| C. D. Mirandés      | Segunda B | 2011-12 | 28       | 0     |
| C. D. Mirandés      | Segunda   | 2012-13 | 6        | 1     |

## Vida personal
Además de su labor como técnico en la Real Racing Club de Santander organiza anualmente un campus en Miranda de Ebro. y reside en la localidad riojana de Fonzaleche.